# 19521 Хаос
19521 Хаос (грец. Χάος, до 1998 року WH24) — транснептуновий об'єкт в поясі Койпера. Не взаємодіє з іншими об'єктами шляхом орбітального резонансу.
Хаос був відкритий 1998 року у рамках проєкту Глибокий огляд екліптики у обсерваторії Кітт-Пік на 4-метровому телескопі. Його діаметр близько 560 км, абсолютна зоряна величина дорівнює 4,755. Названий на честь Хаоса з давньогрецької міфології, з якого з'явились перші боги.

## Посилання

Порівняння розмірів Місяця та декількох великих ТНО, серед яких Хаос